# Кылыч-Арслан I
Кылы́ч-Арсла́н I (осман. قلج أرسلان‎, тур. I. Kılıç Arslan; ум. 1107) — сельджукский султан Рума (1092—1107), сын султана Сулеймана I. После смерти отца длительное время жил как заложник у сельджукского султана Мелик-шаха. После смерти последнего в 1092 году вернулся в Анатолию и занял престол отца. Кылыч-Арслан уничтожил армию Крестьянского крестового похода в 1096 году. Следующая армия крестоносцев и византийцев осадила Никею в отсутствие султана, который поздно вернулся к городу и проиграл битву. Никея сдалась византийцам. Новой столицей Кылыч-Арслана стала Конья. Затем султан потерпел поражение у Дорилея, в Писидии и в Ликаонии. Впоследствии султан разгромил три армии крестоносцев. После этого крестоносцы были вынуждены искать другой путь в Палестину. В 1107 году в битве со своими мятежными эмирами султан проиграл и утонул в реке Хабур.

## Биография
Византийские источники (например, Анна Комнина) называли Кылыч-Арслана Klitziasthlas, а латинские (например, Гийом Тирский, Бернар Шартрский, Альберт Аахенский), также как и Тассо, — Soliman.

### Ранние годы
Кылыч-Арслан был сыном основателя анатолийского государства сельджуков Сулеймана ибн Кутулмыша. Матвей Эдесский сообщал, что он родился в 1085 году, уже после захвата его отцом Антиохии в 1084 году. Однако, по словам Ибн аль-Асира и Абуль-Фараджа, в 1107 году сыну Кылыч-Арслана было 11 лет, что указывает на более раннюю дату рождения султана. А. Маалуф полагал, что султану в 1097 году «не было ещё и 17 лет».
Первое упоминание Кылыч-Арслана в источниках относится к 1084 году, когда его отец, Сулейман, захватил после осады Антиохию. Кылыч-Арслан принимал в этой кампании участие. После смерти его отца в июне 1086 года в битве с Тутушем Кылыч-Арслан остался в Антиохии под защитой визиря Сулеймана, Хасана бен Тахир. Весной 1087 года в Антиохию прибыл правитель империи великих сельджуков Мелик-шах, который отправил сына Сулеймана заложником в Исфахан, где тот жил под надзором.
После смерти в 1092 году Мелик-шаха Кылыч-Арслан и его брат, Кулан-Арслан, прибыли в Анатолию. Современница событий, Анна Комнина, писала, что два сына Сулеймана сбежали. Иную версию изложил Сибт ибн аль-Джаузи. По его словам, когда Кылыч-Арслан направлялся в Анатолию, с ним была армия туркмен «Ябгулу» (ябгу — верховный правитель), то есть, братья отправились с разрешения нового султана Баркиярука. Историки Д. Еремеев и М. Мейер считали, что Кылыч-Арслан бежал из плена, но, по мнению турецкого историка О. Турана, обе версии вероятны. Так или иначе, в конце 1092-начале 1093 года Кылыч-Арслан появился у Никеи с войском (либо предоставленным Баркияруком, либо набранным в Анатолии). Управлявший городом Абуль-Касым (или его брат Абуль-Гази) передал ему власть, и Кылыч-Арслан взошел на трон анатолийских сельджуков.

### Начало правления
После смерти Сулеймана поставленные им управлять городами местные командиры начали действовать самостоятельно, и единое государство распалось. Поэтому Кылыч-Арслан вначале управлял только Никеей и её окрестностями, но он стал пытаться расширить своё государство. Он женился на дочери Чаки, бея Смирны, и начал действовать вместе с ним против византийского императора, когда тот попытался вернуть восточное побережье Мраморного моря. Султан послал против византийцев армию под командованием бейлербея Никеи Ильхана. Тот вторгся в окрестности озера Улубат. Однако армия, посланная императором, разбила туркменскую армию и захватила Ильхана в плен. Затем Чака осадил Абидос, тем самым поставив под угрозу морские пути в Константинополь. Алексей Комнин был обеспокоен и настроил Кылыч-Арслана против Чаки. Кылыч-Арслан и сам видел в усилении Чаки угрозу своего собственному правлению. В 1095 году Кылыч-Арслан пригласил тестя в гости, напоил и убил его.

Воспользовавшись тем, что византийский император был занят конфликтом с половцами на Балканах, Кылыч-Арслан начал организовывать набеги в Никомедию и её окрестности. После того, как император закончил войну с половцами, он прорыл канал с юга от озера Сапанджа до залива Никомедии, соорудив дополнительную преграду набегам тюрок.

### Борьба с крестоносцами 1096—1098

#### Осада Мелитены и потеря Никеи
21 октября 1096 года армия Первого крестового похода, прибывшая в Анатолию под предводительством монаха Пьера Пустынника, попала в засаду Кылыч-Арслана у Цивитота. Почти все крестоносцы были уничтожены. Эта победа заставила Кылыч-Арслана переоценить свои силы и недооценить опасность от крестоносцев. Поэтому, не узнав о количестве и силе новых армий крестоносцев, отправившихся из Европы, и не обратив должного внимания на это, он снова послал всю свою армию зимой 1097 года, чтобы захватить Мелитену (турецкий медиевист О. Туран датировал осаду Мелитены 1095 годом). В стремлении овладеть городом у Кылыч-Арслана был конкурент — Данышмендид. Стремясь опередить его, Кылыч-Арслан оставил в Никее Ильхана и отправился к Мелитене. Мелитена находилась на одной из двух дорог из Анатолии в Иран и, владея ею, султан мог бы контролировать Верхнюю Месопотамию. Город находился в руках армянского правителя Гавриила, получившего от Мелик-шаха разрешение на управление. Кылыч-Арслан окружил Мелитену и приказал разрушить стены катапультами. Гавриил за годы правления укрепил город, поэтому осада заняла много времени. Кылыч-Арслан связался с сирийским митрополитом Мелитены Иоанном (Саидом Бар Сабуни) через своего визиря, и митрополит передал, что сирийская и армянская части населения города хотели сдаться султану. Султан предложил Гавриилу сдаться, но тот отказался и приказал убить митрополита, договорившегося с султаном. Кылыч-Арслан собирался продолжить осаду и разрушить Мелитену, но получил известие о том, что крупные отряды крестоносцев вышли из Константинополя, перебрались в Анатолию и собрались у Пелеканона с целью захватить Никею. Кылыч-Арслан послал часть своей армии к Никее, снял осаду Мелитены и немедленно отправился в путь. Он смог добраться до Никеи лишь после 6 мая 1097 года, когда осада города войсками Первого крестового похода началась. Кылыч-Арслан атаковал армию графа Раймунда де Сен-Жиля, который встал лагерем за южными стенами города. Весь день длилась битва, но армия Кылыч-Арслана потерпела поражение из-за численного превосходства крестоносцев. Когда наступила ночь, султан решил отступить.
19 июня 1097 года стало понятно, что крестоносцы готовятся к решительному штурму. Защитники Никеи потеряли надежду на помощь, вынужденные сдаться жители города предпочли византийцев крестоносцам. Они передали императору, что сдадут столицу при условии спасения жизней. 26 июня 1097 года Никея перешла в руки византийцев. Жену (дочь Чаки) и детей Кылыч-Арслана увезли в Константинополь, но отпустили после того, как дочь Чаки уговорила брата, правившего в Смирне, сдать город византийцам.

#### Поражение у Дорилея
После отступления от Никеи Кылыч-Арслану стало известно, что крестоносцы продвигаются к Дорилею. Султан вызвал на помощь Данышмендидов: Гюмюштекина Гази и бея Кайсери Хасана. 30 июня 1097 года сельджуки были замечены передовым отрядом крестоносцев. 1 июля 1097 года состоялась битва, в начале которой побеждали сельджуки, но затем прибыли основные силы крестоносцев под командованием Годфрида Бульонского, Гуго Великого, Раймунда Сен-Жиля, Робера Нормандского, Танкреда и Этьена де Блуа. Султан был застигнут врасплох наступлением сзади. Обе стороны героически сражались. Кылыч-Арслан проиграл и решил отступить. Крестоносец, свидетель битвы, писал: «Кто может описать стойкость, героизм и боевые навыки турок? <…> Если бы они были христианами, никто не мог бы сравниться с ними в силе, мужестве и знаниях войны».
После этого Кылыч-Арслан решил, что более выгодно не напрямую сражаться с превосходившими по количеству армиями христиан, а использовать другую тактику. По его приказу все источники воды вдоль пути крестоносцев были приведены в негодность, а все виды продуктов питания уничтожены. Крестоносцы покинули Дорилей и двинулись в Иконион через Акшехир (Филомелион). Отдохнув несколько дней в Мераме (около Коньи), крестоносцы продолжили свой путь в Эрегли. Опасность привела к временному примирению между Кылыч-Арсланом и Гази Гюмюштекином.
Войска Первого крестового похода нанесли большой удар по государству сельджуков Рума, которое Кылыч-Арслан пытался восстановить и расширить. Никея и все земли у Эгейского и Мраморного морей были потеряны султаном. Западная граница государства сельджуков Рума сдвинулась на восток до линии Дорилей-Атталия. В Чукурова снова поселились армяне с Таврских гор. В Эдессе, Антиохии и Иерусалиме были основаны государства крестоносцев (1098—1099).

### Боэмунд и Гюмюштегин 1098—1106
Новой столицей вместо Никеи стала Конья. Когда Гюмюштегин Гази снова двинулся на Мелитену, правитель города Гавриил призвал на помощь Боэмунда из Антиохии. Боэмунд, прибыв в Мелитену, был взят в плен Гюмюштегином и заключен в тюрьму в Никсаре в августе 1100 года.
Воодушевление, вызванное в Европе успехом первого крестового похода, привело к организации нового крестового похода, более многочисленного, чем предыдущий. Его армия прибыла в Константинополь весной 1101 года и была переправлена в Малую Азию императором Алексеем. Матвей Эдесский писал, что «император … управлял землями, через которые проходили их отряды, опустошая их огнем, а также направлял их через разоренные земли. В пути он лишил их пищи, заставив страдать от голода… он подстрекал турок напасть на франков».
Крестоносцы обосновались в Никомедии и намеревались вызволить Боэмунда из плена. Ввиду новой угрозы Кылыч-Арслан и Гюмюштегин снова объединились. К ним примкнули бей Харрана Караджа, Артукид Балак бен Бехрам и сельджукский правитель Алеппо Рыдван. Кылыч-Арслан оставил Анкару, разорив её регион, отступил перед крестоносцами и достиг Чанкыры, где соединился с союзниками. Крестоносцы прибыли к Чанкыры 2 июля. Увидев, что там собираются сельджукские войска, они решили двинуться на север, не вступая в бой. Кылыч-Арслан измотал крестоносцев внезапными набегами вдоль пути, а в начале августа разбил их под Мерзифоном. Современник событий, Матвей Эдесский, писал: «Султан Кылыч-Арслан выступил и яростно атаковал франков в окрестностях Никеи, перебив их бесчисленное множество, составляющее более 100 тысяч человек». Спастись удалось лишь Раймунду де Сен-Жиль, который «бежал с 300 воинами и укрылся в Антиохии. Остальные франки погибли от турецкого меча, тогда как их жены и дети были уведены в Персию в качестве пленников».
В середине августа недалеко от Коньи султан разгромил армию крестоносцев под командованием графа Гийома де Невера. Ещё одна армия крестоносцев под командованием Гийома IX (графа Пуатье) и Вельфа IV (герцога Баварии) вторглась в сельджукские земли. По словам Вардана Аревелци, Гийом IX потребовал от византийского императора войска. «Эти войска по внушению своего царя изменнически провели Бедевана чрез безводную пустыню; и, изнурив его таким образом, предали Данишману и войску Хелич-Аслана». Эту армию крестоносцев султан разбил на равнине Олоси близ Гераклеи, у Эрегли. По словам Матвея Эдесского, битва продолжалась «большую часть дня. Этот день стал гибельным и страшным для христиан». … Увидев, что поражение неизбежно, Гийом бежал с 400 (30) всадниками. «Вся Персия была наводнена пленными, взятыми в сражении с войсками графа Пуату». Успех султана — разгром трех разных армий крестоносцев в 1101 году — остановил движение крестоносцев через Анатолию. Дорога из Константинополя в Палестину через Малую Азию была для них теперь закрыта.
Захват Мелитены Гюмюштегином 18 сентября 1102 года обеспокоил Кылыч-Арслана. Однако, прежде чем вступить в борьбу с Данышмендидом, он решил воспользоваться заключением Боэмунда в Никсаре и двинуться на Антиохию. Для этого летом 1103 года Кылыч-Арслан заключил соглашение с правителем Алеппо Рыдваном. Но по пути в Мараш он узнал, что Гюмюштегин освободил Боэмунда за выкуп. Освобождение Боэмунда привело к конфликту между Гюмюштегином и Кылыч-Арсланом и к бесполезности экспедиции в Антиохию. Кылыч-Арслан прервал поход, двинулся на Гюмюштегина и разбил его. Крестоносцы, воодушевленные возвращением Боэмунда в Антиохию, снова начали совершать рейды на окрестности Алеппо.
Когда вернувшийся в 1106 году в Европу Боэмунд атаковал Византию через Эпир, Кылыч-Арслан отправил Алексею Комнину подкрепление. В 1104 году Гюмюштегин умер, и 2 сентября 1106 года Кылыч-Арслан после более чем двухмесячной осады захватил Мелитену. Эта победа дала ему возможность расширить свои границы в юго-восточном направлении. Западная граница также была безопасной, поскольку византийцы в этот период снова воевали с норманнами на Балканах. Оценив ситуацию, Кылыч-Арслан дал Эльбистан как икта бею Майяфарикина Зияеддину и сделал его своим визирем. После этого все беи региона, кроме Салтукогулларов и Ахлатшахов, подчинились Кылыч-Арслану и заявили, что будут сражаться вместе с ним против крестоносцев.

### Последние годы
В 1106 году Кылыч-Арслан двинулся на Эдессу и осадил её, но пробить крепкие стены города ему не удалось. В то же время люди атабека Мосула Джекермыша в Харране призвали султана, чтобы сдать ему город. Кылыч-Арслан подошел к Харрану и взял его. После захвата Харрана султан заболел и ненадолго вернулся в Мелитену. Тем временем великий сельджукский султан Мухаммед Тапар понял, что продвижение Кылыч-Арслана на восток угрожает не только крестоносцам, но трону Великих сельджуков. Такие попытки продолжались со времен деда Кылыч-Арслана, Кутулмыша. Мухаммед решил, что атабек Мосула Джекермыш заключил секретное соглашение с Кылыч-Арсланом, поэтому в 1106 году передал управление Амидом, Джазирой и Мосулом эмиру Джавали. Джавали победил Джекермыша в бою, но жители Мосула не сдали ему город. Они отправили сообщение Кылыч-Арслану и попросили его приехать в Мосул и взять на себя управление. Кылыч-Арслан немедленно двинулся из Мелитены в сторону Мосула. Знатные люди Мосула в Нусайбине заявили о своей верности ему. Кылыч-Арслан вошел в город 22 марта 1107 года в пятницу и велел читать хутбу от собственного имени. Таким образом он публично заявил о претензиях на Великий сельджукский султанат.
Бей Аркукидов Мардина Неджмеддин Иль-Гази и правитель Алеппо Рыдван, обеспокоенные господством Кылыч-Арслана в Джазире и Северной Сирии, объединились против него с Джавали и 19 мая 1107 года захватили Рахбе. Услышав это, Кылыч-Арслан решил двинуться на Джавали. Его жена Айше-хатун и его младший сын Тугрул-Арслан остались в Мосуле. Хотя султан решил сражаться против Джавали, с ним не было всей его армии. Войска, которые он послал на помощь императору Алексею Комнину, сражавшемуся с Боэмундом на Балканах, ещё не вернулись. Не дожидаясь прибытия этих войск, он решил сражаться на берегу реки Хабур. Когда анатолийские эмиры в армии Кылыч-Арслана заметили размер армии Джавали, они решили не рисковать и отступили. 13 июля 1107 года, воспользовавшись наступившим ослаблением сил Кылыч-Арслана, Джавали немедленно начал атаку. Кылыч-Арслан понял, что невозможно добиться успеха, когда его солдаты начали спасаться бегством с поля боя. Чтобы не попасть в плен, он на своей лошади бросился в воду реки Хабур, намереваясь перебраться на противоположный берег. Но из-за тяжести доспехов утонул вместе с лошадью.
Его тело было найдено и доставлено несколько дней спустя в Майяфарикин. Атабек Хумарташ построил здесь гробницу, которая известна как «Kubbetü’s-sultan». Хотя султан Месуд хотел перенести могилу своего отца в Конью в 1143/44 годах, он так и не успел этого сделать.

## Личность
Современник Кылыч-Арслана, Матвей Эдесский, писал, что «его смерть вызвала великое горе среди христиан [Востока], ибо он был добрым мужем и благожелательным к верующим при каждой возможности». Через полтора столетия Смбат Спарапет писал, что «смерть его принесла большую скорбь христианам, ибо он был добрым и милостивым».

## Семья
Жена:
- Айше-хатун, дочь Чаки, бея Смирны [1][2][20].

Михаил Сириец и Матвей Эдесский называли четверых сыновей Кылыч-Арслана, переживших его: Тугрул-Арслана, Араба, Шахан-шаха и Месуда, К. Каэн писал, что был ещё старший сын, который погиб ещё при жизни отца.
- Сын. Погиб в битве с Гюмюштегином[22].
- Мелик-шах (или Шахан-шах). В 1107 году ему было 11 лет[2]. Пленён в битве, в которой погиб его отец. В 1109 году освобожден и занял трон. В 1116 году свергнут своим братом Месудом; схвачен, ослеплен и задушен в 1117 или 1118 году[23][22].
- Месуд I. С 1116 года султан Рума. Умер в 1156/57 году[24].
- Араб. Погиб в битве с Меликом Гази[21] или умер в 1128 или 1129 году[23].
- Тугрул-Арслан, сын Айше-хатун. Султан Мелитены в 1107—1124 годах[1][25]. Т. Райс[англ.] называла матерью Тогрул-Арслана «Изабеллу, сестру Реймонда Сен-Эдигира»[26].
- Сайида-хатун. Была замужем за сыном Иль-Гази Сулейманом[27].

## Обнаружение могилы
В январе 2021 года археологи под руководством профессора Ахмета Таниылдыза из Университета Диджле заявили, что обнаружили в парке Орта Чешме в Сильване (бывший Майяфарикин) могилы Кылыч Арслана и его дочери Саиде-хатун.